# أمير أباد (غيفان)
أمیر أباد (بالفارسية: امیرآباد) هي مستوطنة تقع في إيران في قسم غیفان الريفي. يقدر عدد سكانها بـ 247 نسمة بحسب إحصاء 2016.